# Kuno Schmid
Kuno Schmid, teilweise auch Koono, (* 20. Dezember 1955) ist ein deutscher Fusionmusiker (Keyboards, Synthesizer), Komponist, Arrangeur und Musikproduzent.

## Leben und Wirken
Schmid ist der Sohn des Konzertpianisten, Komponisten und Musikproduzenten Wilhelm F. Schmid. Im Alter von vier Jahren begann er mit dem Klavierspielen, Unterricht erhielt er ab dem Alter von sechs Jahren. Mit 16 Jahren kam es zur ersten Aufnahme-Session als Jazzpianist, mit 19 Jahren zu ersten Engagements als Studiomusiker für das Plattenlabel Intercord. Schmid studierte Klavier und Komposition an der Hochschule für Musik und Darstellende Kunst Stuttgart bei Harry Pleva, Peter Dorosieff, Konrad Richter, Erhard Karkoschka und Ulrich Süsse.
1977 gründete er mit der Sängerin Kitty Winter das Ensemble Gipsy Nova, mit dem er auch für das Goethe-Institut auf Tournee war. Seit 1984 arbeitete er mit Peter Horton als Arrangeur, Pianist und musikalischer Leiter seiner Fernseh-Shows („Cafe in Takt“ und „Komm ich zeig Dir meine Welt“) und Tourneen zusammen; gemeinsam mit Horton und Toots Thielemans entstand das Album Guitarero (1985). Von 1985 bis 1999 war er musikalischer Leiter und Arrangeur für den Trompeter Walter Scholz, mit dem zahlreiche Tonträger entstanden, darunter Traummelodien (1987/88 zwei Goldene Schallplatten). Weiterhin kam es zu Begegnungen mit Joe Zawinul und zur Zusammenarbeit mit Caterina Valente/Rias Bigband.
1987 nahm er unter dem Namen Koono ein erstes Fusion/Weltmusik-Album auf („Senegal“ / Hot Wire Records). Weitere Alben bei dem New Yorker Label „Big World Music“ folgten unter diesem Namen. 1990 und 1993 stand er im Mittelpunkt von Fernsehkonzerten Werner Kägis für die schweizerische SRG („Jazz In“) unter eigenem Namen, mit Robben Ford, Russell Ferrante und Alex Acuña bzw. Ernie Watts, Jerry Goodman, Brian Bromberg, Werner Schmitt und Christoph Stiefel. Zudem ist er auf Alben von Zipflo Reinhardt, Reinhard Mey, Biréli Lagrène, Juraj Galan, Manfred Krug, Lancy Falta und Andreas Öberg zu hören. 
Ab 1995 arbeitete er eng mit Reader’s Digest für ungefähr 600 Titel als Arrangeur, Pianist und Produzent zusammen. Auch produzierte er Alben von Angela Hagenbach, Jermaine Landsberger/Pat Martino, Claudio Roditi und Zipflo Weinrich und arrangierte für Cathy Rocco, Christian Howes, Lori Bell, Mike Garson, Greta Matassa und Eddie Daniels.

## Preise und Auszeichnungen
Schmid erhielt 1975 den Landespreis Jugend jazzt Baden-Württemberg als Jazz-Pianist mit eigenem Trio. 1976 gewann er den ersten Platz und mit Kitty Winter Gipsy Nova den Sonderpreis beim Internationalen Jazz-Wettbewerb in Nagold. 1978 wurde er mit Kitty Winter für den Deutschen Schallplattenpreis für das Album Feel It nominiert. 1996 erhielt er den Ernst-Fischer-Preis der GEMA-Stiftung. 2010 erhielt Marian Petrescu mit der von Schmid dirigierten Resonance Big Band einen Grammy Award für die Interpretation eines Arrangements von Bill Cunliffe.